# Carcinoma early dello stomaco
L'early gastric cancer (EGC), è un carcinoma gastrico invasivo limitato alla mucosa o alla mucosa ed alla sottomucosa (T1), indipendentemente dallo stato dei linfonodi  .

## Etimologia
Il nome di tale forma tumorale, coniato in Giappone, significherebbe "precoce", dando così un concetto temporale, che non sarebbe corretto, come non è corretto neppure il concetto di interessamento dei linfonodi, che riguardano una parte delle forme che variano dal 4% al 14% secondo i vari studi. Il concetto non è legato neanche alla dimensione del tumore o alla sua durata: vi sono dei tumori che interessano tutto lo stomaco, dal cardias al piloro, pur senza approfondirsi, oppure diagnosticati dopo un mese dalla loro formazione o anche dopo anni (viceversa esistono tumori dello stomaco diagnosticati precocissimamente ma che hanno già invaso tutta la parete: questi non rientrano nella casistica dell'EGC. Il concetto di precoce è essenzialmente limitato alla velocità con cui viene diagnosticato.
Altri termini utilizzabili per definire l'early gastric cancer sono: carcinoma di superficie, carcinoma intramucoso, superficial cancer, microinvasing cancer e altri.

## Tipologia
Dal punto di vista macroscopico può essere:
- tipo protrudente o di tipo 1
- tipo superficiale o tipo 2
- tipo scavato o tipo 3.

Dal punto di vista istologico l'early gastric cancer può essere di tipo intestinale o di tipo diffuso: riconosce gli stessi tipi istologici del carcinoma gastrico.
La prognosi è molto buona, anche se ci sono delle metastasi linfonodali. Secondo le ultime linee guida è possibile effettuare un trattamento endoscopico di mucosectomia o sottomucosectomia rispettando i criteri di diametro e grado di displasia cellulare. Qualora l'intervento non risultasse possibile il trattamento definitivo del carcinoma early è la gastrectomia totale radicale: ciò significa che si rimuove tutto lo stomaco (in questo caso si rabbocca l'esofago con il tessuto gastrico rimanente) nonché tutti i linfonodi ed il tessuto circostante; quindi, se anche ci fossero delle metastasi in qualche linfonodo, verrebbero portate via: è per questo motivo che le metastasi non hanno peso molto rilevante. Eppure, metastasi linfonodali possono essere presenti nel 5% dei tumori intramucosi, e quindi proprio superficiali, e addirittura nel 10-20% di quelli che si estendono alla sottomucosa: questo avviene perché lo stomaco è ricchissimo di vasi linfatici.
A 5 anni, la sopravvivenza dopo l'intervento chirurgico è dell'80-95%, ottimo risultato, tanto più considerando che gli interessati sono persone relativamente anziane. Senza l'intervento chirurgico, il tumore diventa infiltrante e rientra nel discorso generale dei tumori dello stomaco.